# Szent Sanz Péter
Szent Sanz Péter O.P (katalánul: Pedro Sans i Jordá, kínaiul: 白多祿) (Ascó, 1680. szeptember 3. – Fucsou (kínaiul: 福州, Pinjin átírással: Fúzhōu), 1747. május 26.) szentté avatott katalán származású domonkos rendi szerzetes misszionárius, püspök és vértanú.

## Élete
José Sanz néven született a katalán tartományhoz tartozó Asco-ban, 1680. szeptember 3-án.  17 éves korában, 1697-ben lépett be a Domonkos-rend Leridaban található kolostorába, ahol Veronai Szent Péter vértanúról a Péter nevet kapta. 1704. szeptember 22-én szentelték pappá. Ezután a zaragózai kolostorban a Szentírás oktatásával és lelkipásztorkodással foglalkozott. 
A rend Spanyolországban elterjedt szokásai alapján 32 éves korában 1712-ben jelentkezett misszionáriusnak. Elöljárói a Fülöp-szigeteki a Szent Rózsafüzérről nevezett kolostorba küldték, ahol két évig kínaiul tanult. 1715. június 29-én érkezett meg a kínai Fujian (福建) városába. Itt  megkísérelte a domonkos harmadrend és a rózsafüzér társulat újjáélesztését. Sanz megbecsülését mutatja az a tény is, hogy a Fülöp-szigetek provinciálisa már 1716-ban a hithirdetők elöljárójává és helyettes provinciálissá nevezte ki. A kereszténység békés fejlődése Fujianban csak rövid ideig tartott. 1723-ban, egy évvel a nagy és kereszténybarát Hszüan Je (玄燁) császár halála után heves keresztényüldözés tört ki, s ez arra kényszerítette Sanzot, hogy hat éven át rejtekhelyéről irányítsa a keresztényeket.

## Püspökként
1728. januárban a Népek Evangelizációjának Kongregációja javaslatára XIII. Benedek pápa, aki szintén a domonkos rend tagja volt kinevezte fucsieni koadjutor segédpüspöknek, egyben a maurocastrumi címzetes széket adományozta neki. Ez számára komoly lelkiismereti válságot okozott. Csak a pápa és a domonkos rend vezetőjének kifejezett parancsára fogadta el a püspöki rendet. 1730. február 22-én szentelték püspökké. 1732-ben Magino Ventallol O.P. püspök halála után a Fucsieni apostoli vikariátus vezetője lett. 
1735-ben, bár Csien-lung (弘曆) császár támogatta a kereszténységet, mégis hamarosan keresztényüldözés kezdődött, ami miatt Sanz Péternek a portugál Makaóba kellett menekülniök, és Sanz püspök 1738-ig ott maradt. Sanz püspök 1738-ban néhány hithirdetővel együtt visszatérhetett Fucsienbe. Ismét teljesen a missziós tevékenységnek szentelte magát, de megsejtette, hogy ez a békés időszak nem tart sokáig. Leveleiben a Fucsienben uralkodó "fél békéről" szól, amely éppen csak arra elég, hogy állandó életveszély nélkül meglátogathassa közösségeit.

## Vértanúsága

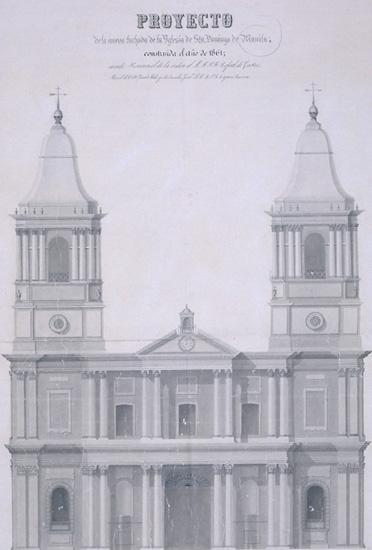
A Szent Domonkos templom Manilában

A tartomány keresztényellenes erői teljes csendben szervezkedtek a püspök, hithirdetői és a keresztények nagy része ellen. Árulás folytán kitudódott valamennyi európai misszionárius tartózkodási helye. 1741-ben Sanz püspököt rendtársaival: Boldog Serrano Ferenccel, Royo Joachimmal, Alcober Jánossal és Diaz Ferenccel együtt őrizetbe vették és Fujianban börtönbe vetették. Amikor Csien-lung kínai császár értesült az európai hittérítők fogságáról, kiadta a parancsot, hogy rögtön utasítsák ki őket Makaóba. A helyi alkirály azonban a per után négy héttel hosszú vádiratot terjesztett a császár elé, és ebben az európai misszionáriusokra mint különösen veszedelmes bűnözőkre halálbüntetést kért. Ezután hosszú börtönévek vártak rájuk.
1747. április 19-én a pekingi legfőbb törvényszék jóvá is hagyta a halálbüntetést, és Sanz püspököt azonnali lefejezésre, a többieket pedig későbbi megfojtásra ítélte. Az ítélet megerősítése május 25-én érkezett meg, és azt a kínai törvényeknek megfelelően tüstént végre kellett volna hajtani. Viszont egy kínai ünnep miatt a végrehajtást áttették május 26-ra, a többiek kivégzését pedig egy egész évvel későbbre halasztották. A kínai nemzetiségű keresztényeket - ha nem ölték meg őket a börtön szenvedései - életfogytig tartó száműzetésre ítélték a kínai nagy falon túlra. Sanz Pétert 1747. május 26-án lefejezték.

## Kanonizációja
XIV. Benedek pápa 1748. szeptember 16-án nyilvános beszédben emlékezett meg a hős vértanúról, és méltónak jelentette ki arra, hogy megillesse a vértanúk tisztelete; ugyanebben az évben a domonkos rend főnöke, Antonin Bremond körlevélben dicsérte benne pogány missziós területen kifejtett buzgóságát, és felhasználta az alkalmat arra, hogy új buzgóságra serkentse őket. Sanz püspököt 1893-ban avatta boldoggá XIII. Leó pápa. A 120 kínai mártírral együtt II. János Pál pápa 2000. október 1-jén avatta szentté. A magyar katolikus egyházban ünnepe június 3-án van. A világegyházban a 120 kínai mártírral együtt július 9-én ünneplik.

## Fordítás
- Ez a szócikk részben vagy egészben  a   Peter Sanz című angol Wikipédia-szócikk fordításán alapul.  Az eredeti cikk szerkesztőit annak laptörténete sorolja fel. Ez a jelzés csupán a megfogalmazás eredetét és a szerzői jogokat jelzi, nem szolgál a cikkben szereplő információk forrásmegjelöléseként.